# 玄武门 (太极宫)
玄武门位于唐长安太极宫北面偏西处，隋朝为大兴宫正北门。唐高祖武德九年，秦王李世民伏兵于玄武门发动政变，史称“玄武门之变”。今陕西省西安市自强西路的宁西宾馆停车场内，尚存太极宫玄武门遗址。

## 历史
唐太极宫玄武门，始建于隋朝，为大兴宫正北门。唐朝建立后，大兴宫改建为太极宫，北面开二门，偏西为玄武门（玄武门之变爆发地），偏东为安礼门。
玄武门地据龙首原高坡，北临西内苑，前俯宫城，为控制太极宫的制高点，门上建有楼观。
唐高祖武德九年（626年）六月初四日，秦王李世民伏兵于玄武门发动政变，杀死太子李建成、齐王李元吉，迫使高祖交出政权，即“玄武门之变”。
唐初诸帝常于此门大射、赐宴与观百戏。
唐中宗神龙三年（707年）八月，太子李重俊欲诛韋攻入西内，兵围玄武门楼失败后，改门名为神武门，楼名为制胜楼。
唐僖宗时，爆发黄巢之乱，长安城遭到严重破坏。天祐元年（904年），朱全忠挟持唐昭宗迁都洛阳，并拆毁宫室。此后，驻守长安的佑国军节度使韩建对长安城进行了改建、缩建。韩建放弃了广阔的外郭城宫城，仅仅保留了皇城。改建后的长安城被称为新城。此时太极宫玄武门已不复存在。

## 遗址
陕西省西安市自强西路211号，宁西宾馆停车场北侧，今存太极宫玄武门遗址。遗址尚有巨大的夯土台基，并有铁栅栏包围保护。

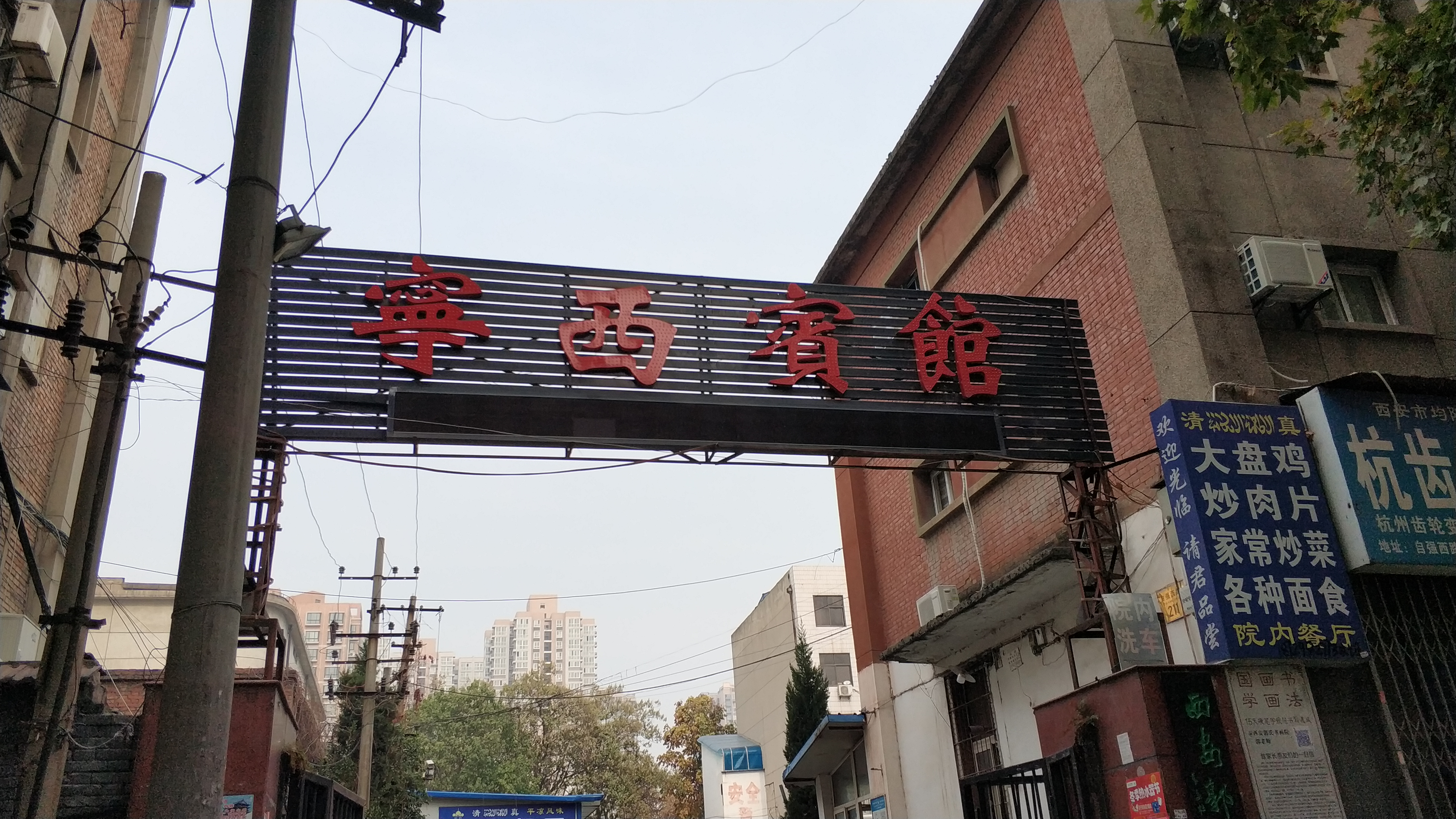
玄武门遗址-宁西宾馆
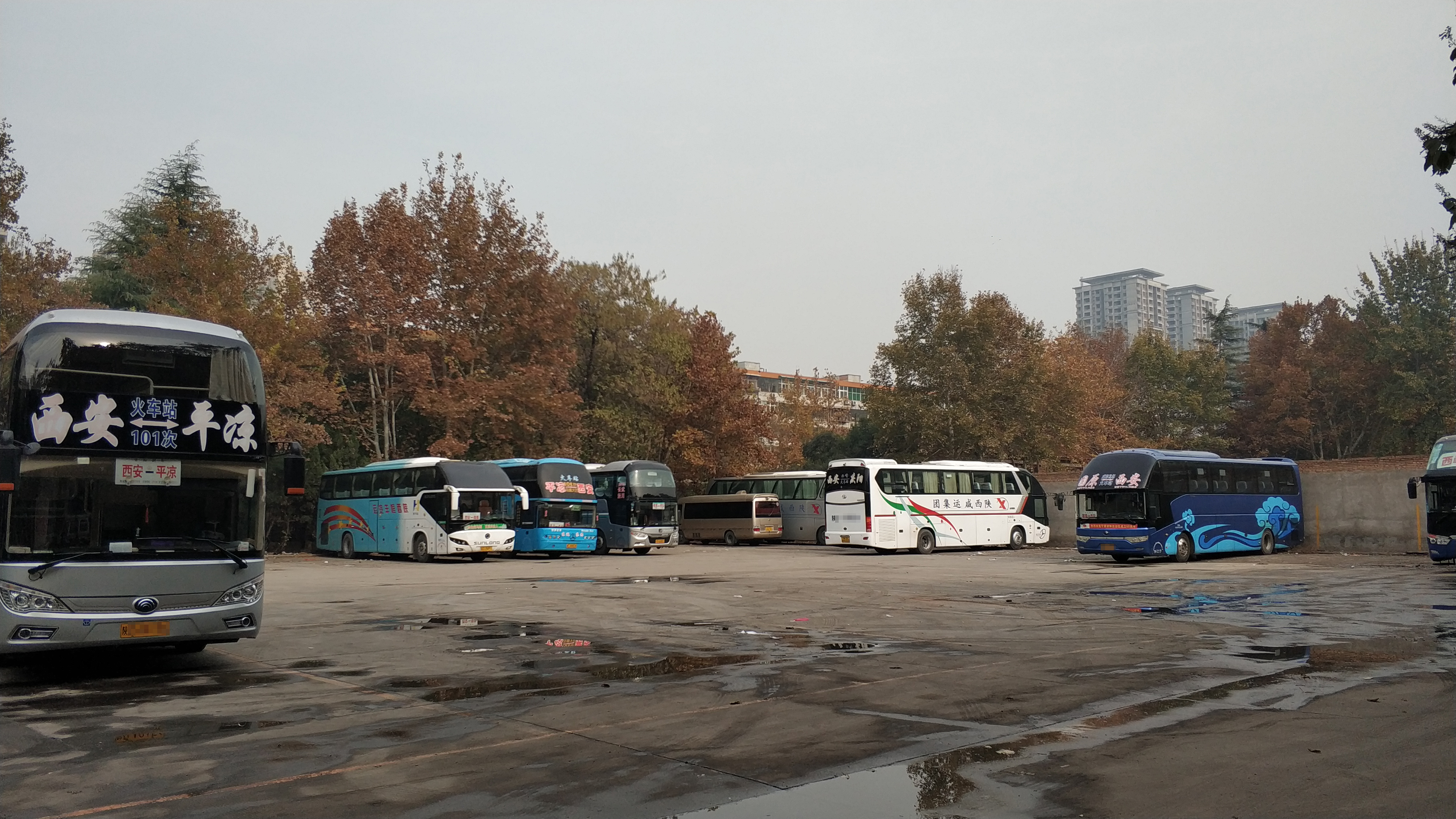
玄武门遗址-宁西宾馆停车场
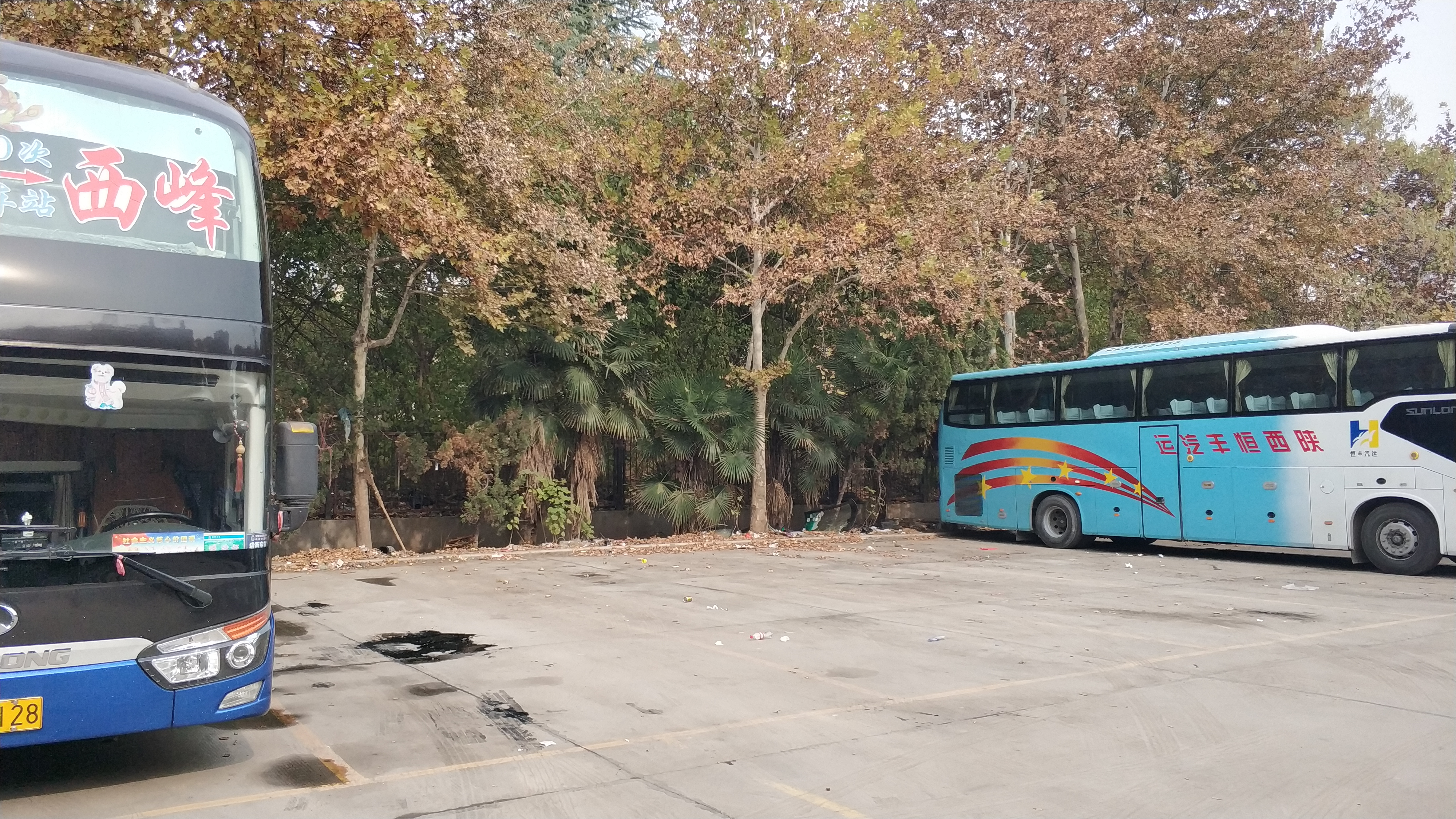
玄武门遗址-宁西宾馆停车场北侧围栏
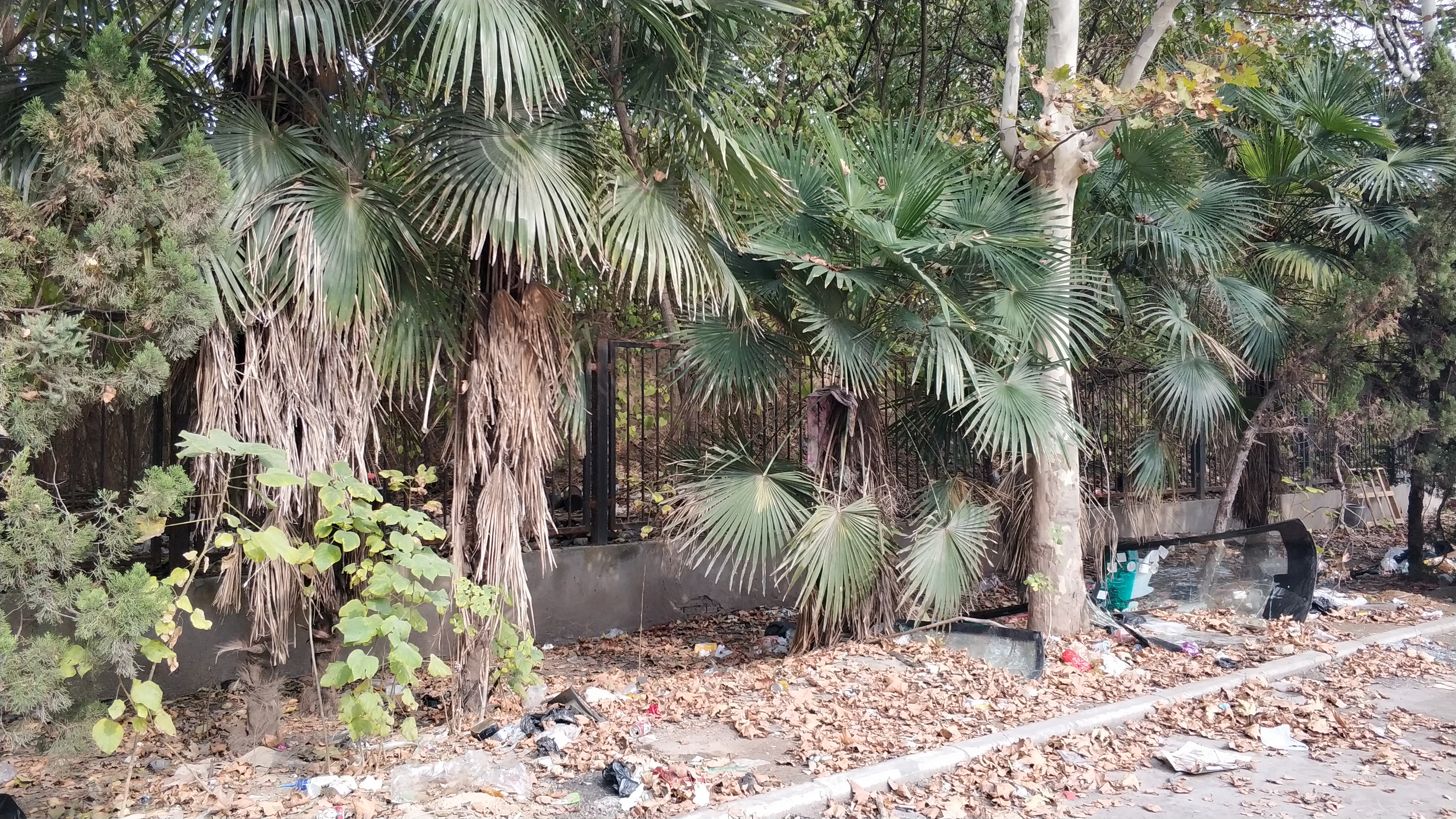
玄武门遗址-宁西宾馆停车场北侧围栏近景
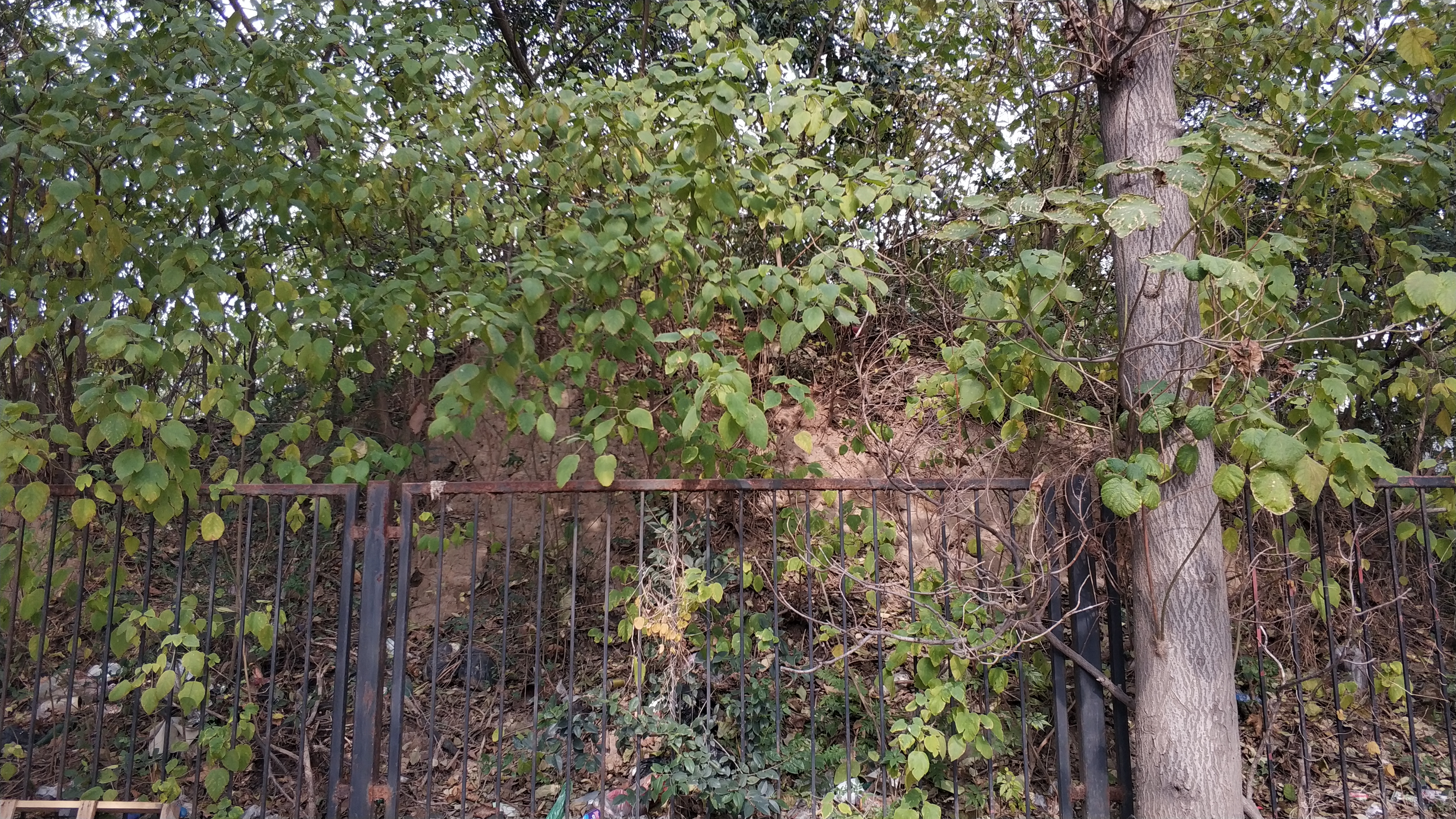
玄武门遗址-宁西宾馆停车场北侧围栏内夯土台基
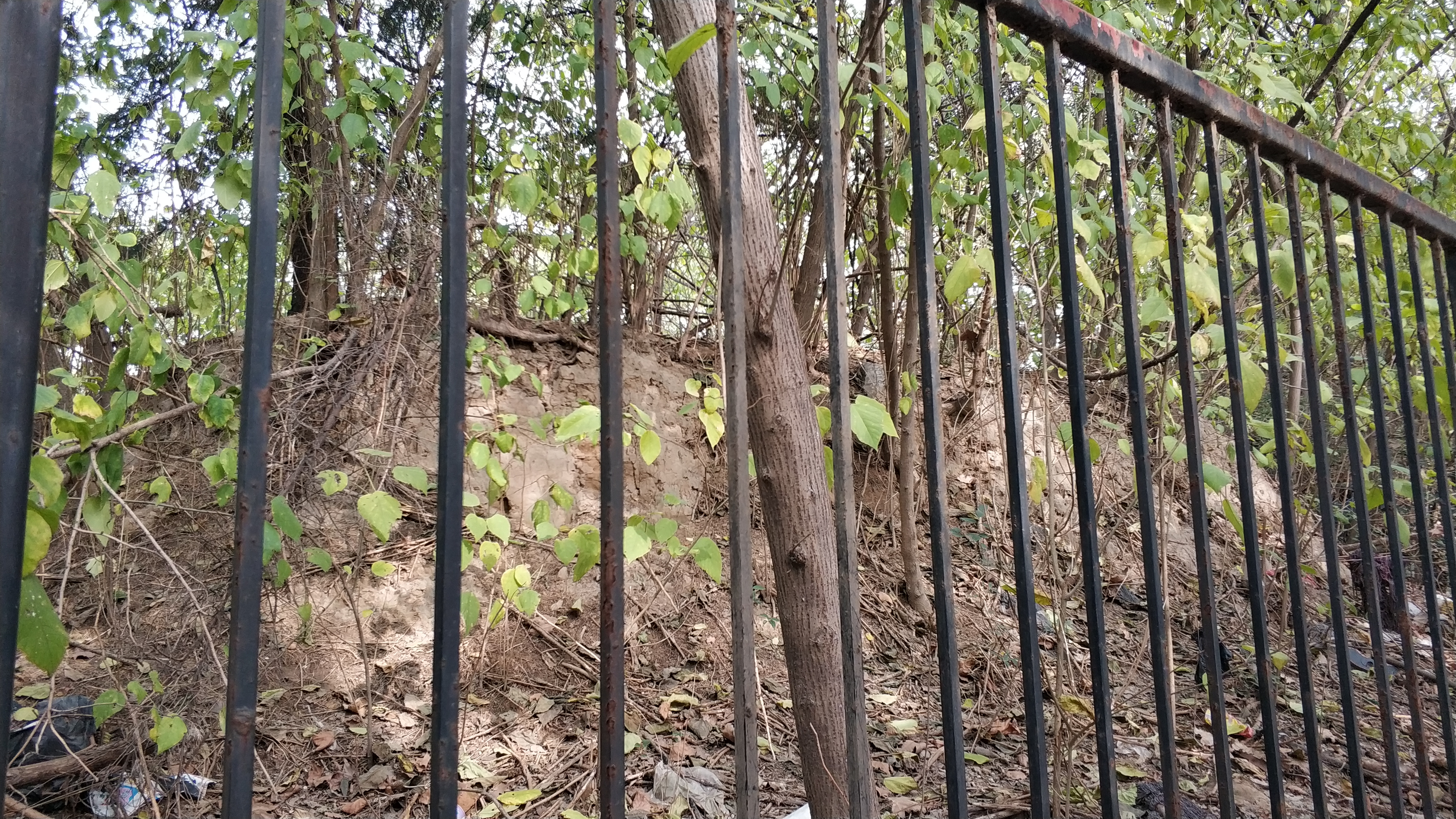
玄武门遗址-宁西宾馆停车场北侧围栏内夯土台基近景
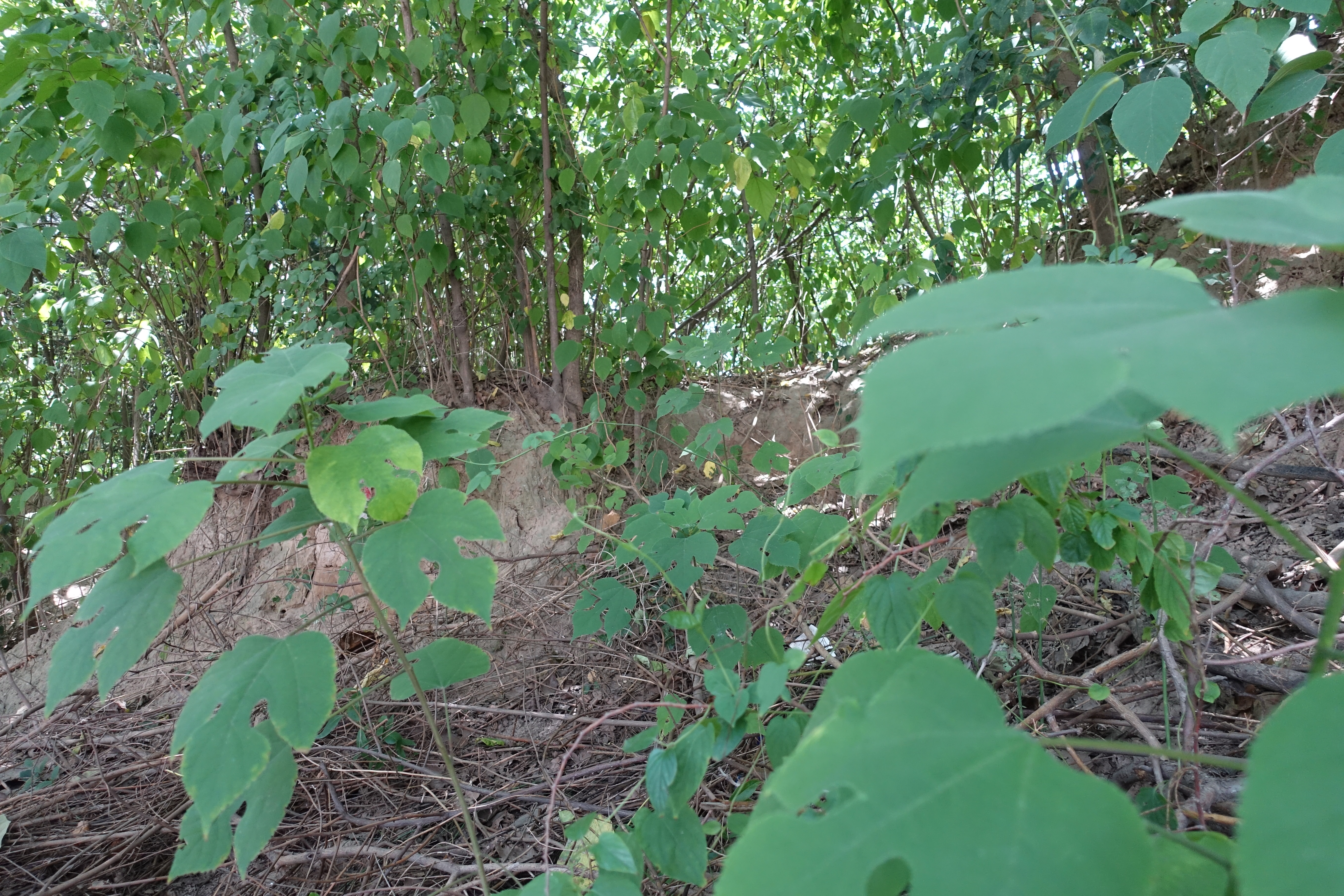
玄武门遗址